# 中村雀右衛門 (3代目)

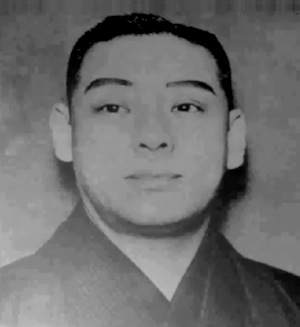
三代目中村雀右衛門

三代目 中村 雀右衛門（さんだいめ なかむら じゃくえもん、明治8年（1875年）1月2日 - 昭和2年（1927年）11月15日）は、明治から大正の上方の歌舞伎役者。屋号は京屋。俳名に梅都・芝斗。本名は中島 笑太郎（なかじま しょうたろう）。
父は歌舞伎役者の嵐璃笑。明治12年（1879年）正月大阪中座で初舞台、嵐笑太郎と名乗る。父の死後京都の舞台で活躍中に二代目中村雀右衛門に認められ、その養子となり中村笑太郎と名乗る。明治23年（1890年）義兄の三代目中村芝雀が死去したので、義父の意向もあって翌年9月四代目中村芝雀を襲名する。このころは立役を主につとめていたが、東京で女形の芸を学び帰阪後は関西歌舞伎随一の女形として認められるようになる。
大正6年（1917年）10月、大阪浪花座『芦屋道満大内鑑』の葛の葉で三代目中村雀右衛門を襲名。その喉を締め付けるようなだみ声は物まねの定番となるほどのものだったが、そんな悪声と小柄な体格という負い目を背負いながらも、舞台に上がると絶世の美女になった。その美しさは『心中天網島』で舞台を共にした初代中村鴈治郎が「この女とやったら死ねる」といったという逸話からもうかがわれる。『鎌倉三代記』「絹川村」の時姫、『祇園祭礼信仰記』「金閣寺」の雪姫、『本朝廿四孝』の八重垣姫などの時代物や、『新版歌祭文』「野崎村」のお光、『義経千本桜』「すし屋」のお里、『桂川連理柵』「帯屋」のお半などの娘役、『摂州合邦辻』「合邦庵室」の玉手御前、『艶容女舞衣』「酒屋」のお園、『国訛嫩笈摺』「どんどろ大師」のお弓などの女房役のほか、人形振りも得意で『伊達娘恋緋鹿子』「火の見櫓」のお七などが当たり役だった。昭和2年（1927年）11月14日、『増補忠臣蔵』「本蔵下屋敷」の三千歳姫をつとめている最中に倒れて翌日死去。
従来の演出にとらわれることなく「京屋型」という新しい型を創造した。二代目中村鴈治郎は著書『八人の歌舞伎役者』のなかで「私の知っている限りでは、女形の名人ともいうべきお方でした。大抵の人は昔の型を伝えるだけですが、このお方は御自分でも新しく型を創作なすったのです」と三代目を述懐している。
子に出征中戦病死した中村章景（「五代目中村芝雀」を追贈）がいる。四代目雀右衛門はその章景の親友だった関係から、雀右衛門家に位牌養子に入って四代目を襲名したという経緯がある。